# Giuseppe Zara
Giuseppe Zara  (Fermo, 1856 – Sanremo, 1915) était un inventeur italien, concepteur de locomotives et matériel roulant ferroviaire. Il a été nommé ingénieur en chef de la Società Italiana per le Strade Ferrate Meridionali puis, après la nationalisation des chemins de fer italiens en 1905, des FS.

## Biographie
Après avoir obtenu le diplôme de l'Institut Technique Industriel de Fermo, il est embauché en 1875 par les Strade Ferrate Meridionali comme ouvrier réparateur et affecté à l'Officine Grandi Riparazioni de Rimini. En 1879, il est transféré, avec la qualification de dessinateur, au bureau central du Service du Matériel et de la Traction des Ferrovie Meridionali à Florence.
Alternant études théoriques et pratique, il démontre une telle aptitude de conception qu'on lui confie l'étude de tout le nouveau matériel roulant et de ses composants. Parmi ses inventions, il faut citer le bogie RA 1904 (également appelé "bogie italien" ou "bogie Zara"), le compensateur dynamique, le balancier horizontal avec translation de l'axe central, une amélioration du type Krauss-Helmotz, qui a été adopté par la compagnie Compagnie du chemin de fer de Paris à Orléans future PLM, sur la ligne Paris-Orléans, des essieux de guidage articulés et d'autres dispositifs.
Avec la nationalisation des chemins de fer privés italiens et la création de la compagnie nationale des Ferrovie dello Stato - FS en 1905 qui ont du lancer rapidement les projets de locomotives et de matériels ferroviaires pour moderniser les flottes récupérées des anciens réseaux privés, le directeur du Service Matériel et Traction des FS, l'ingénieur Guglielmo Cappa, surmontant les doutes et hésitations internes et externes, décide de confier à Giuseppe Zara le poste de chef du Bureau d'études des locomotives.
Assisté par des collaborateurs qu'il avait lui-même choisis et formés, il a pu réaliser, entre 1905 et 1907, la conception complète de 12 groupes de locomotives et de 20 nouveaux types de matériels roulants.
Il est considéré comme l'un des derniers inventeur intuitif disposant d'un esprit aigu d'observation qui lui a permis de comprendre les problèmes de conception, même s'il n'avait pas obtenu un diplôme de docteur-ingénieur, Giuseppe Zara a reçu une distinction post mortem du Collège des Ingénieurs Ferroviaires Italiens qui a publié sa nécrologie dans son organe officiel, le définissant comme "l'un des personnages les plus sympathiques des chemins de fer italiens".

Note sur le "Carello italiano" de Giuseppe Zara : 
Durant ses études de conception de locomotives à vapeur pour trains rapides, il invente un système de bogie à simple essieu (bissel) capable de remplacer avantageusement un bogie porteur à l'avant de locomotive à vapeur de type Mogul 130. L'essieu porteur est sur le même châssis que le premier essieu moteur et les capacités de guidage sont meilleures qu'avec un seul bogie.
C'est sur les Mogul de la série FS 640 italienne que le bogie-bissel Zara (appelé en Italie « Carrello Italiano ») prouve son efficacité dès 1907. Ces locomotives ont été construites jusqu'en 1930 et le système a également employé sur d'autres locomotives comme les 141 TA de la Compagnie du chemin de fer de Paris à Orléans en France.